# Hydriomena nivocellata
Hydriomena nivocellata är en fjärilsart som beskrevs av Max Joseph Bastelberger 1911. Hydriomena nivocellata ingår i släktet Hydriomena och familjen mätare. Inga underarter finns listade i Catalogue of Life.